# Karel Šrom
Karel Šrom (14. září 1904 Plzeň – 21. října 1981 Praha) byl český hudební skladatel a publicista.

## Život
Absolvoval gymnázium v Praze a pokračoval studiem práv na Právnické fakultě Univerzity Karlovy. Po promoci pracoval v právním oddělení Obce pražské až do roku 1945. Hudbu studoval soukromě. Byl mimo jiné žákem Karla Háby. V letech 1927–1929 byl hudebním dramaturgem Osvobozeného divadla. Působil jako hudební referent časopisů Československá republika, Venkov a Rytmus.
Po skončení války se stal vedoucím hudebního odboru Československého rozhlasu a redaktorem hudebního oddělení nakladatelství Orbis a Státního nakladatelství krásné literatury, hudby a umění. V letech 1954–1960 působil jako ředitel Českého hudebního fondu.
Byl autorem mnoha publicistických prací propagujících českou hudbu a české umělce. Napsal stovky textů pro hudební vysílání Československého rozhlasu. Má velkou zásluhu na vybudování a organizaci Českého hudebního fondu.

## Dílo

### Klavír
- Chvilky (1942)
- 7 kousků pro klavír (1943)
- Minutky pro dva klavíry (1951)
- Baculínek (1954)
- Černobílá toccata (1954)

### Komorní skladby
- Sonáta pro housle a klavír (1920)
- 1. smyčcový kvartet (1923)
- 2. smyčcový kvartet (1941)
- Scherzové trio (1943)
- Vynafítka, pohádky pro noneto (1952)
- Etudy pro noneto (1959)

### Orchestrální skladby
- Serenáda pro smyčcový orchestr (1922)
- 1. symfonie (1930)
- Suita pro velký orchestr (1934)
- 2. symfonie (1951)
- Plivník, scherzo pro orchestr (1953)
- Vzdech na bruslích, symfonické allegretto podle „Šibeničních písní“ Christiana Morgensterna (1957)
- Koncert pro klavír a orchestr (1961)
- Hajaja, suita pro malé i velké (1961)

### Vokální skladby
- V bouři (slova Josef Václav Sládek, 1932)
- Tvář, pět písní na slova František Halas|Františka Halase (1936)
- 5 veselých na přidání (úpravy lidových písní pro mužský sbor, 1940)
- Námluvy (úpravy lidových písní pro smíšený sbor, 1951)
- Rozmarýnek (úpravy lidových písní pro ženský sbor, 1953)

Komponoval rovněž taneční skladby a scénickou hudbu.